# Nils Håkanson
Nils Sture Håkanson, född den 25 augusti 1975 är en svensk författare och översättare. Han översätter från ryska och i även från engelska, tyska, ukrainska och belarusiska till svenska. Han är förläggare på Ruin förlag och forskningsredaktör för Svenskt översättarlexikon. Han blev doktor i slaviska språk vid Uppsala universitet 2012 med avhandlingen Fönstret mot öster. Håkanson har även samarbetat med stonerrockbandet Skraeckoedlan på deras album Eorþe (2019).

## Böcker
- Nya Aros (roman) (Ruin, 2006)
- Fönstret mot öster: rysk skönlitteratur i svensk översättning 1797–2010: med en fallstudie av Nikolaj Gogols svenska mottagande (Ruin, 2012)
- Järnskallen (roman) (Albert Bonniers Förlag, 2015)
- Ödmården (roman) (Albert Bonniers Förlag, 2017)
- Den blinde konungens spira (roman) (Albert Bonniers Förlag, 2019)
- Dolda gudar : en bok om allt som inte går förlorat i en översättning (Nirstedt litteratur, 2021)
- Häxmästaren på Kvarneberg. Första delen i serien om Skölden och mobilspelet Flatworld. (Bokförlaget Hedvig (Bonnierförlagen) 2021)[5]
- Tung metall (prosa) (Nirstedt litteratur, 2023)

## Översättningar (urval)
- Varlam Sjalamov: Skovelmästaren: berättelser från Kolyma (Artist lopaty) (Ruin, 2003)
- Joseph Roth: Den falska vikten (Das falsche Gewicht) (Ruin, 2004)
- Andrej Volos: Hurramabad (Churramabad) (Ruin, 2005)
- Vasil Bykaŭ: Veteranen (Afganec ) (Ruin, 2008)  [källspråk belarusiska]
- Anatolij Krym: Den ryska frågan (Russkij vopros) (Ruin, 2011)
- Serhij Zjadan: Depeche Mode (Depesj Mod) (2244, 2014) [källspråk ukrainska]
- Sergej Lebedev: Vid glömskans rand (på ryska: Предел забвения), (Natur och Kultur, 2017)
- Matthew Walker: Sömngåtan: den nya forskningen om sömn och drömmar (Ordfront, 2018)
- Maria Stepanova: Minnen av minnet (Nirstedt/Litteratur, 2019)
- Nadezjda Durova: Kavalleristflickans anteckningar. Tilldragelse i Ryssland. (Ruin, 2019)
- Olga Lavrentieva: Survilo: mormors berättelse om livet under Stalin (på ryska: Сурвило), (Kaunitz-Olsson, 2020)
- Sergej Lebedev: Debutant (på ryska: Дебютант), (Nilsson förlag, 2021)
- Sergej Lebedev: Augustimänniskor (på ryska: Люди августа), (Nilsson förlag, 2022)

## Priser och utmärkelser
- 2017 Ole och Ann-Marie Söderströms pris
- 2021 års Urhunden för 2020 års bästa till svenska översatta seriebok: Survilo av Olga Lavrentieva[6]
- 2021 Augustpriset i fackbokskategorin för Dolda gudar[7]
- 2024 Samfundet De Nios Särskilda pris[8]